# Coalbrookdale
Coalbrookdale er en landsby i Ironbridgekløften i Shropshire, England, der rummer en bosættelse af stor betydning for jernmalmsmeltningens historie. Den ligger inden for det Civil parish, der kaldes The Gorge.
Der var her jernmalm blev smeltet første gang ved at bruge det let udvundne "kokskul". Kullet blev udvundet ved "aflejringsminedrift" (eng.: "drift mining") i dalens sider. Eftersom den indeholdt langt færre urenheder end normalt kul, var det producerede jern af en overlegen kvalitet. Denne opdagelse var sammen med mange andre industrielle udviklinger, der foregik i andre dele af landet, en større faktor i Storbritanniens voksende industrialisering, som senere endte med at blive kendt som den industrielle revolution. I dag er Coalbrookdale hjemsted for Ironbridge Institute, et partnerskab mellem University of Birmingham og Ironbridge Gorge Museum Trust, der tilbyder postgraduater og professionelle udviklingskurser i arv.

## Yderligere læsning
- Belford, P. (2007). "Sublime cascades: Water and Power in Coalbrookdale" (PDF). Industrial Archaeology Review. 29 (2): 133-148. doi:10.1179/174581907X234027. Arkiveret fra originalen (PDF) 22. februar 2012.
- Berg, Torsten and Berg, Peter (transl.) (2001) R.R. Angerstein's illustrated travel diary, 1753-1755: industry in England and Wales from a Swedish perspective, London : Science Museum, ISBN 1-900747-24-3
- Hammond, Geordan and Forsaith, Peter S. (eds). Religion, Gender, and Industry: Exploring Church and Methodism in a Local Setting Arkiveret 21. juli 2015 hos  Wayback Machine, James Clarke & Co. (2012), ISBN 9780227173879.
- Scarfe, Norman (1995) Innocent espionage: the La Rochefoucauld Brothers' tour of England in 1785, Woodbridge : Boydell Press, ISBN 0-85115-596-0
- Trinder, Barrie Stuart (1988) The Most extraordinary district in the world: Ironbridge and Coalbrookdale: an anthology of visitors' impressions of Ironbridge, Coalbrookdale and the Shropshire coalfield, 2nd ed., Chichester : Phillimore/Ironbridge Gorge Museum Trust, ISBN 0-85033-685-6